# José Antonio Ortega Lara
José Antonio Ortega Lara (Montuenga, pedanía de Madrigalejo del Monte, Burgos, 1958) es un funcionario de prisiones español retirado que permaneció secuestrado 532 días por la organización terrorista ETA entre 1996 y 1997. Es maestro y licenciado en Derecho. Fue militante del Partido Popular entre 1987 y 2008. Actualmente vive en Burgos. El 16 de enero de 2014 presentó, como miembro del Comité Ejecutivo Provisional, el partido político Vox junto con otros exmilitantes del Partido Popular.

## Secuestro
El 17 de enero de 1996 José Antonio Ortega Lara fue secuestrado en el garaje de su casa en Burgos cuando volvía de su trabajo en el Centro Penitenciario de Logroño. Días más tarde, ETA se hizo responsable del secuestro, el segundo que mantenía en esos momentos (José María Aldaya estaba secuestrado desde el 8 de mayo de 1995), y exigió para su liberación el traslado de los presos de la organización a cárceles vascas. Cuando Ortega Lara le preguntó a sus secuestradores por qué lo secuestraron, ellos le dijeron: «Estás arrestado por ser un miembro del aparato represor».  El 1 de julio de 1997 la Guardia Civil lo localizó en un zulo de Mondragón 43°03′32.2″N 2°29′31.4″O / 43.058944, -2.492056 después de pasar 532 días encerrado en él. En la misma operación policial, en la que intervinieron más de sesenta agentes, fueron detenidos sus cuatro secuestradores. La operación fue compleja, pues tras horas de registro en la nave industrial donde se encontraba retenido, los agentes no consiguieron dar con el escondite, y cuando el juez Baltasar Garzón estaba a punto de cancelar la operación, la insistencia del capitán Manuel Sánchez Corbí, jefe del operativo, en que el funcionario tenía que estar allí, dio como resultado el hallazgo de un mecanismo que desplazaba una máquina que se encontraba tapando la entrada al zulo.

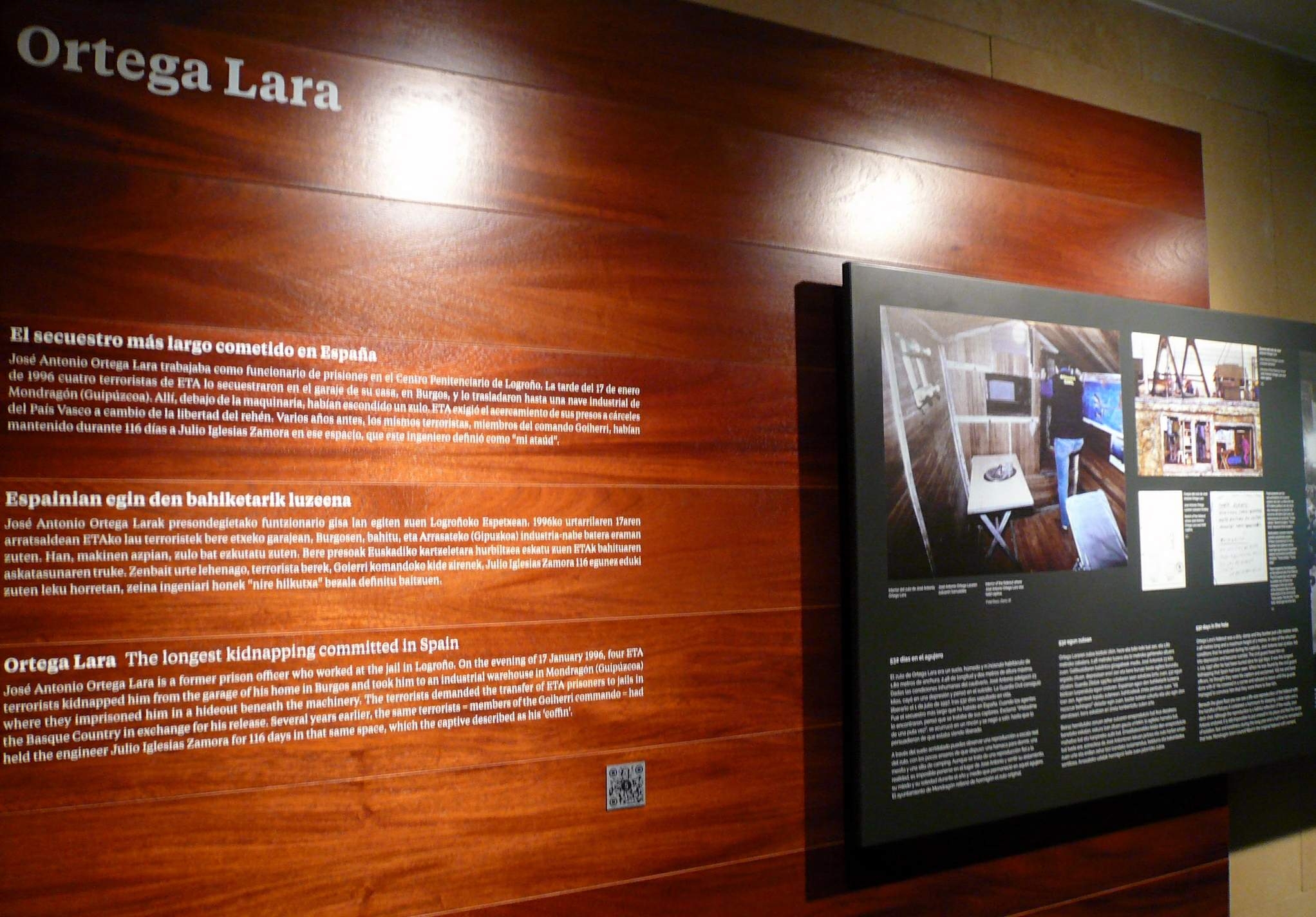
Panel dedicado a José Antonio Ortega Lara en el Centro Memorial de las Víctimas del Terrorismo (Vitoria)

Las condiciones de su secuestro fueron penosas: el zulo en el que se hallaba, muy húmedo (pues se encontraba a pocos metros del río Deva), sin ventanas y situado bajo el suelo de una nave industrial, tenía unas dimensiones de 3 metros de largo por 2,5 de ancho y 1,8 m de altura interior. Ortega Lara sólo podía dar tres pasos en él. Disponía de la luz de una pequeña bombilla y, como no podía salir del habitáculo, recibía dos marmitas; una para hacer sus necesidades y otra para asearse. Los secuestradores le entregaban una bandeja con un vaso de agua y un plato con frutas y verduras tres veces al día. Recibía el periódico a diario y medicinas cuando las requería, también poseía un walkman y libros. Según el propio Ortega Lara, la relación con sus secuestradores fue variando, de compartir conversaciones políticas cordiales a carecer de trato. En el momento de su rescate, Ortega Lara había perdido 23 kilos, masa muscular y densidad ósea. Sufría de trastornos del sueño, estrés postraumático, ansiedad y depresión.
La reacción de la banda terrorista una semana más tarde, el 10 de julio, fue el secuestro y asesinato del concejal de Ermua (Vizcaya) Miguel Ángel Blanco.
El 10 de junio de 2005 comenzó el juicio a los dirigentes etarras Julián Achurra Egurola (Pototo) y José Luis Aguirre Lete (Isuntza) por ser los organizadores del secuestro. Según la sentencia, "Pototo" ordenó a los ya condenados José Luis Erostegui, Javier Ugarte, Josu Uribetxeberria Bolinaga y José Miguel Gaztelu Ochandorena que seleccionaran y recabaran información sobre una víctima para secuestrarla. También se les ordenó el acondicionamiento y mantenimiento de un cuchitril donde debían retenerla, por lo que construyeron un habitáculo de 3,5 metros cuadrados en una nave industrial abandonada, en Mondragón.

## Tras el secuestro

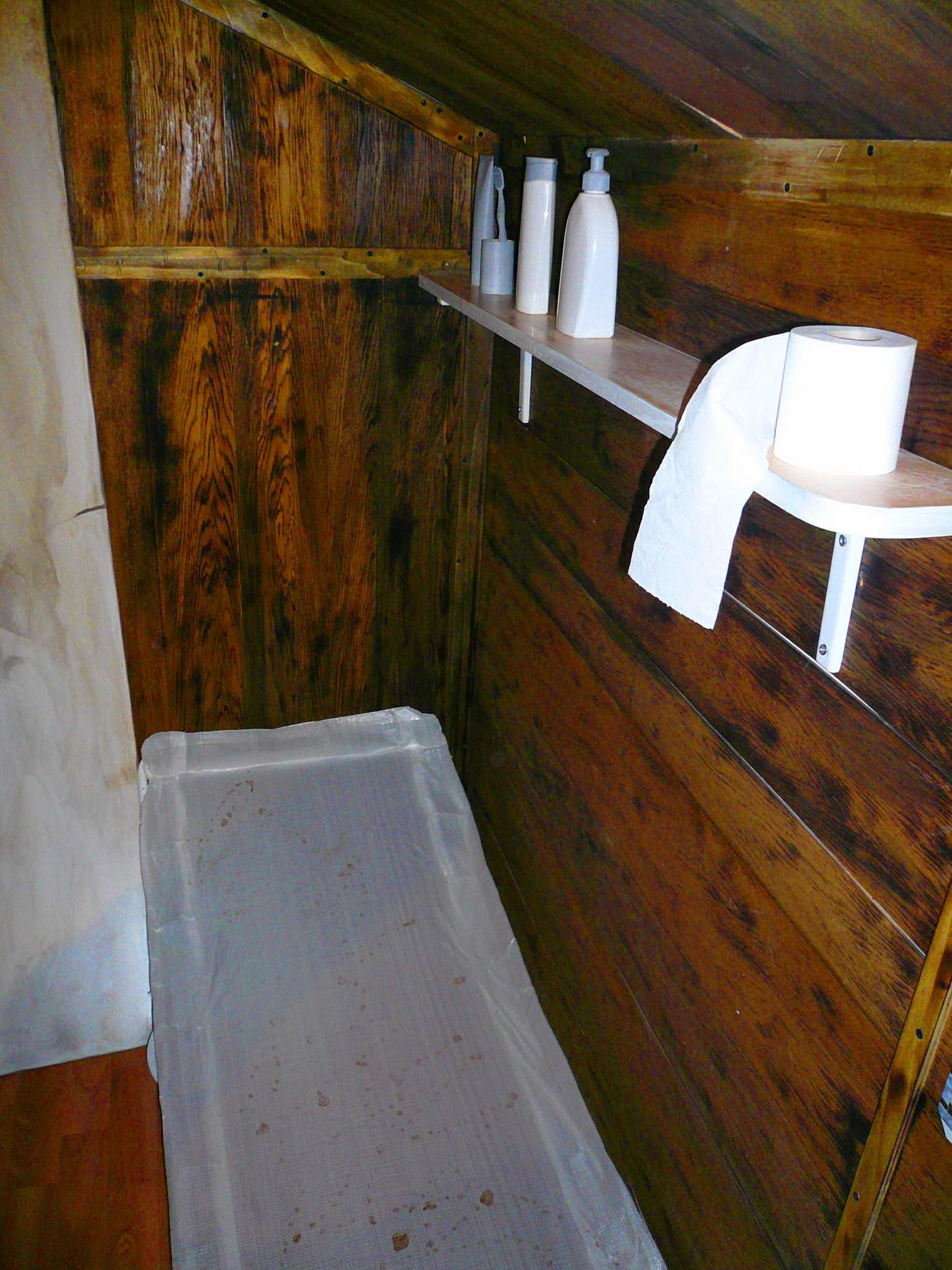
Reproducción del zulo donde ETA mantuvo secuestrado a José Antonio Ortega Lara. Expuesto en el Centro Memorial de las Víctimas del Terrorismo (Vitoria)

Aconsejado por los médicos y por su familia, José Antonio Ortega Lara se jubiló anticipadamente en 1997, una de las opciones que le ofreció el Ministerio del Interior, como víctima del terrorismo.
En las elecciones municipales de 2003, Ortega Lara aceptó presentarse en la candidatura del Partido Popular (partido en el que militaba desde 1987) a la alcaldía de Burgos, encabezada por Juan Carlos Aparicio, en solidaridad con los concejales del País Vasco amenazados por ETA. Su presencia fue simbólica (iba en el penúltimo puesto) por lo que no salió elegido.
En 2007, en la primera entrevista concedida tras su secuestro, en el programa informativo dirigido por Fernando Sánchez-Dragó en Telemadrid, se mostró frontalmente en contra del proceso de negociación emprendido por el gobierno de José Luis Rodríguez Zapatero con ETA. También asistió a manifestaciones convocadas por la Asociación de Víctimas del Terrorismo en contra del gobierno debido a dichas conversaciones.
Durante la crisis del Partido Popular tras las elecciones generales de 2008, el 22 de mayo, anunció su baja del partido por diferencias ideológicas.

### Papel en la creación de Vox
En enero de 2014 se anunció que ponía en marcha el partido político Vox junto a Santiago Abascal, José Luis González Quirós e Ignacio Camuñas, entre otros.